# Häähnijärvi
Häähnijärvi eller Hähnijärvi är en sjö i Finland. Den ligger i kommunen Lieksa i landskapet Norra Karelen, i den östra delen av landet, 500 km nordost om huvudstaden Helsingfors. Häähnijärvi ligger 140 meter över havet. I omgivningarna runt Häähnijärvi växer i huvudsak barrskog. Den är 2,5 meter djup. Arean är 82,3 hektar och strandlinjen är 4,47 kilometer lång. Sjön  ingår i Vuoksens huvudavrinningsområde. 